# Ana de York (1475-1511)
Ana de York (n. Palacio de Westminster; 2 de noviembre de 1475, 23 de noviembre de 1511). Fue la quinta hija de Eduardo IV de Inglaterra y de Isabel Woodville.

## Primeros años
Ana nació el 2 de noviembre de 1475 en el Palacio de Westminster, quinta hija del rey Eduardo IV de Inglaterra y de su esposa Isabel Woodville.

## Matrimonio
Como signo de la cercanía entre el rey Ricardo III y la familia Howard, Ana se comprometió con Thomas Howard, III duque de Norfolk en 1484. Después de la caída de Ricardo III, Howard renovó su demanda civil a Ana. En este momento, Ana fue a asistir a su hermana Isabel, esposa del rey Enrique VII, como dama de honor. 
El 4 de febrero de 1495, Ana se casó con Thomas Howard en la Abadía de Westminster. Howard era el hijo mayor y heredero de sir Thomas Howard, I conde de Surrey (más tarde duque de Norfolk) y de su primera esposa, Isabel Tilney. 
Su único hijo conocido con certeza era Thomas Howard (n. 1496-1508).

## Muerte
Ana murió el 23 de noviembre de 1511 y fue enterrada en Thetford Priory. Se considera que Ana y Thomas sobrevivieron a sus propios hijos. 

## Descendencia
- Thomas Howard (n. 1496 - m. 1508)
- Henry Howard (c.1499)
- William Howard
- Margaret Howard

## En la ficción

### Series de televisión
| Año             | Título             | Intérprete      | Director |
| --------------- | ------------------ | --------------- | -------- |
| 2017 - presente | The White Princess | Rosie Knightley | -        |